# Chino Hills (miasto)
Chino Hills – miasto w Stanach Zjednoczonych położone w południowo-zachodnim krańcu hrabstwa San Bernardino w Kalifornii. Liczba mieszkańców 80897 (2005). 
Chino Hills jest miastem leżącym na obszarze aglomeracji Los Angeles. Lokuje się wysoko w rankingach zamożności mieszkańców miast w USA (6. miejsce w 2005 roku wśród miast od 65.000 do 250.000), a także w rankingach bezpieczeństwa (13. miejsce).
Od lat 70. XX wieku na terenie Chino Hills znajdowały się głównie tereny rekreacyjne. Rozbudowa miasta nastąpiła w latach 80. i 90. XX wieku. Prawa miejskie od 1991 roku.

## Trzęsienie ziemi w 2008 roku
29 lipca 2008 roku Chino Hills znalazło się w epicentrum trzęsienia ziemi o sile 5,4 w skali Richtera. Było to najsilniejsze trzęsienie ziemi w rejonie aglomeracji Los Angeles od trzęsienia ziemi Northridge z 1994 roku. Spowodowało niewielkie zniszczenia, głównie starszych budynków, niewielkie uszkodzenia dróg, drobne osunięcia ziemi i przerwy w dostawie elektryczności.